# 팬택 베가 X+
팬택 스카이 베가 X+(Pantech SKY Vega X+)는 팬택이 2011년 6월 23일에 출시한 보급형 안드로이드 (운영 체제) 스마트폰이다. 기존 LG유플러스용 스카이 베가 X(IM-A720L)의 변형 기종으로서, 기존 스카이 베가 X를 바탕으로 외관과 사용자 환경을 새롭게 디자인한 모델이다.

## 같이 보기
- 스카이 베가 X
- 스카이 베가 레이서
- 스카이 베가 넘버 5

## 색상
- 골드브라운
- 화이트